# Atef-Pehu (nomós XIV)
Atef-Pehu (el vell oriental) fou el nom del nomós XIV de l'Alt Egipte. La capital fou Qesy (Cusae, avui Al-Qusiya) i el déu principal fou Hator. En aquest nomós també es troben les restes d'Akhet-Aton, avui anomenada Amarna. Durant el període d'Amarna (dinatia XVIII), la ciutat va ser capital d'Egipte.